# Прњавор (тип насеља)
Прњавор је назив за врсту сеоског насеља, која се налази у непосредној близини манастира. У прњаворима су живели најамни радници, који су обрађивали некада огромна манастирска имања. Пошто је већина најамника живела у бедним условима ова села су обично била сиромашна, слабо уређена и мала. Иако већ име »прњавор« указује на појам »прња«, као назив за лоше и похабано платно, често асоцијацију на сиромаштво, сматра се да је назив дошао од речи »пронија«, као врсте велепоседа у средњовековној Србији.
Села са овим или бликсим називом срећемо у свим српским земљама. Чешћа су у пределима са више манастира. У Републици Српској постоји и град Прњавор и општина Прњавор.
Прњавори су посебно честа насеља на подручју Фрушке горе услед постојања 16 фрушкогорских манастира. Код неких је назив »прњавор« задржан и у сопственом имену уз име манастира, коме је служио (Крушедол Прњавор, Бешеновачки Прњавор), док код других је преузет назив оближњег манастира (Велика Ремета, Гргетег). У току Другог светског рата ова насеља као средишта партизанског покрета у Војводини су тешко страдала. Неки прњавори, попут Дивше, су до те мере страдали, да после рата нису ни обнављани. Један део прњавора је после рата припојен ближим већим селима, којима је пре тога представљао неку врсту »физичке везе« са манастиром (Кувеждински Прњавор у оквир Дивоша, а Јазачки Прњавор у оквир Јазка). 
Након рата извршена је национализација манастирске земље, која је делом прешла у руке сиромашног становишта прњавора. Међутим, ово није утицало на обнављање ових насеља, веома малих (обично 100–200 становника) и ван главних путева, па су многа наставила да пропадају. Она данас представљају групу најмањих насеља Војводине, а Велика Ремета је најмање војвођанско село са свега 42 становника по последњем попису.